# Костырченко, Геннадий Васильевич
Генна́дий Васи́льевич Косты́рченко (род. 2 сентября 1954, Москва) — советский и российский историк, исследователь советской политики и национальных отношений. Доктор исторических наук.

## Биография
В 1988 году защитил кандидатскую диссертацию «Наркомат авиапромышленности накануне и в годы Великой Отечественной войны (1939—1945)». В 2008 году защитил докторскую диссертацию «Политическое руководство СССР и интеллигенция еврейского происхождения (1936—1953)».
Работал в Министерстве авиационной промышленности, Институте марксизма-ленинизма при ЦК КПСС, после 1991 года в Российском центре хранения и изучения документов новейшей истории (Федеральное архивное агентство). В настоящее время работает ведущим научным сотрудником в Институте российской истории РАН.
За книгу «Тайная политика Сталина. Власть и антисемитизм» Федерация еврейских общин России наградила Костырченко премией и званием «Человек года — 5762» («За лучшее исследование в области новейшей еврейской истории»).

## Область научных интересов
- Национальный вопрос в СССР.
- Политика Советского государства в отношении еврейского населения и интеллигенции.
- История советской авиационной промышленности.
- Политическая система, репрессии, цензура

Некоторые из тезисов, выдвигаемых Костырченко, вызывают дискуссии и критику. Так, ряд авторов не согласны с его утверждением, что не существует оснований полагать, будто Сталин планировал в 1953 году массовую депортацию советских евреев.
Марат Бисенгалиев утверждает, что Костырченко базировал выдвинутую им в 2003 году версию гибели Соломона Михоэлса на документах, опубликованных в романе В. В. Левашова «Убийство Михоэлса». Левашов не претендовал на документальный жанр романа, начинавшегося «протоколом допроса И. В. Джугашвили (Сталина)». В «Открытом письме историку Г. В. Костырченко» писатель пояснил, что документы были предоставлены ему издателем, который купил ксерокопии допросов из дела Михоэлса у отставного сотрудника КГБ. Левашов писал, что докладная записка полковника Шубнякова, на которую ссылался Костырченко, нигде не была опубликована, кроме его романа.

## Основные публикации

### Национальный вопрос в СССР: теория, история, историография
- Отец народов. Ленинская и сталинская национальная политика // Родина. 2003, № 2, С. 8—13. (1,2 п.л.)
- Расовые инструкции Берии. По поводу публикации одной фальшивки // Лехаим, 2002. № 5. С. 70—75. (0,5 п.л.)
- Русско-еврейский вопрос в советскую эпоху // Новый век. 2002. № 2. С. 13—38. (2,0 п.л.)
- Из-под глыб века. О второй части книги Александра Солженицына «Двести лет вместе» // Родина. 2003. № 7. С. 17—23 (1,2 п.л.).
- Сталин и национальный вопрос в СССР // 50 лет без Сталина: наследие сталинизма и его влияние на историю второй половины ХХ / века. Материалы «круглого стола» 4 марта 2003 г. М.: ИРИ РАН, 2005. С. 85—97. (0,3 п.л.).

### Политика Советского государства в отношении еврейского населения и интеллигенции
- В плену у красного фараона. Политические преследования евреев в последнее сталинское десятилетие. М.: Международные отношения, 1994. 400 с. (21,0 п.л.).
- Out of the Red Shadows: Anti-Semitism in Stalin’s Russia. (американское издание «В плену у красного фараона») Amherst, N. Y., Prometheus Books[англ.], 1995, USA. 331 р.
- Prisonniers du Pharaon Rouge (французское издание «В плену у красного фараона») Arles, Solin-Actes SUD[англ.], 1998, France. 447 р.
- Тайная политика Сталина. Власть и антисемитизм. М.: Международные отношения, 2001. 784 с. (49,0 п.л.). Второе издание (исправленное и дополненное) — 2003 г.
- Депортация — мистификация // Отечественная история. 2003. № 1. С. 92—113. (1,5 п.л.).
- An Anti-Semitic Case at the End of Stalin’s Rule // Jews in Russia and Eastern Europe (Jerusalem). 2003. № 2 (51). Р. 103—124. (2,1 п.л.).
- Golda at the Metropol Hotel // Russian Studies in History. A Journal of Translations (USA). Vol. 43, # 2 / Fall 2004. P. 77—84. (0,3 п.л.).
- The Abakumov-Shvartsman Case. A «Zionist Plot» in the Ministry of State Security Russian Studies in History // A Journal of Translations (USA). Vol. 43, # 2 / Fall 2004. P. 85—98. (0,4 п.л.).
- Советско-польские отношения и еврейский вопрос. 1939—1957 // Польша — СССР, 1945—1989: Избранные политические проблемы, наследие прошлого. М.: ИРИ РАН, 2005. С. 300—312. (0,5 п.л.).
- Национальный вызов сионистов и классовый ответ большевиков. Первые шаги советской власти в решении еврейского вопроса // Мировой кризис 1914—1920 годов и судьба восточноевропейского еврейства / Отв. ред. О. В. Будницкий. М.: РОССПЭН, 2005. С. 215—230. (0,5 п.л.).
- Параистория. Заметки по поводу новой книги Дж. Брента и В. Наумова «Последнее преступление Сталина. Заговор против еврейских врачей, 1948—1953» // The Soviet and Post-Soviet Review (Idyllwild, California, USA). 2006. Vol. 31. № 2. P. 229—241. (0,9 п.л.).
- Сталинский Советский Союз и Холокост // Холокост: история и память. (Материалы международной научной конференции в Будапештском университете 2-3 декабря 2005 г.)./ Ред. Т. Краус. Budapest: Maguar Ruszisztikai Intézet, 2006. С. 145—153. (0,6 п.л).
- Der staatliche Antisemitismus im Alltag der sowjetischen Nachtkriegzeit (Государственный антисемитизм в послевоенной советской повседневности) // Tauwetter, Eiszeit und gelekte Dialoge Russen und Deutsche nach 1945/ Hrsg. von K. Eimermacher und A. Volpert. Műnchen: Wilhelm Fink Verlag, 2006. S. 205—240. (2,3 п.л.).
- «Никаких Шнеерзонов». Евреи в Гражданскую: выбор без выбора? О новой книге Олега Будницкого // Родина. 2006. № 12. С. 82-87. (0,9 п.л.).
- The Genesis of Establishment Anti-Semitism in the USSR: the Black Years, 1948—1953 // Revolution, Repression and Revival: The Soviet Jewish Experience / Ed. By Z. Gitelman and Ya. Ro’i. Lanham (Maryland, USA): Rowman & Littlefield, 2007. P. 179—192. (1,1 п.л.).
- Политика советского руководства в отношении еврейской эмиграции после XX съезда КПСС (1956—1991) // Еврейская эмиграция из России. 1881—2005. Материалы международной научной конференции (Москва, 10-12 декабря 2006) / Отв. ред. О. В. Будницкий. М.: РОССПЭН, 2008. С. 202—219; (0,9 п.л.).
- Проект 1944 года «Еврейская республика в Крыму»: легенды и реалии // Исторические чтения на Лубянке. 2007. М.: Кучково поле, 2008. С. 144—161. (1,0 п.л.).
- Сталин против «космополитов». Власть и еврейская интеллигенция в СССР. М.: РОССПЭН, 2009. 415 с. (26 п.л.).
- Дамоклов меч «пятого пункта» // Режимные люди в СССР / Отв. ред. Е. С. Кондратьева, А. К. Соколов. М.: РОССПЭН, 2009. С. 217—242. (1,6 п.л.).
- Государственный антисемитизм в советской послевоенной повседневности // Россия и Германия в XX веке. В 3-х томах. Том 3.Оттепель, похолодание и управляемый диалог. Русские и немцы после 1945 года; под ред. К.Аймермахера, Г.Бордюгова, А.Фольперт. М.: АИРО-XXI, 2010. С. 132—159. (1,7 п.л.).
- Западная историография о советском еврействе: в плену идеологических схем // XX век в российской истории: проблемы, поиски, решения. Труды Центра «Россия, СССР в истории XX века» ИРИ РАН / Отв. ред. А. С. Сенявский. Вып. 1. М.: ИРИ РАН, 2010. С. 379—410. (1,8 п.л.).
- Государственный антисемитизм в СССР. От начала до кульминации, 1938—1953 / Под общ. ред. акад. А. Н. Яковлева; Сост. Г. В. Костырченко. — М.: МФД: Материк, 2005. — 592 с. — (Россия. XX век. Документы). — ISBN 5-85646-114-2.
- Тайная политика Хрущёва: власть, интеллигенция, еврейский вопрос — М.: Международные отношения, 2012. — 528 с.
- Тайная политика Сталина. Власть и антисемитизм (Новая версия): В 2 частях — М.: Международные отношения, 2015. — 1176 с.
- Тайная политика: от Брежнева до Горбачёва: В 2 частях — М.: Международные отношения, 2019. — 1072 с.

### История советской авиационной промышленности
- Самолётостроение в СССР (1917—1945) В 2-х кн. Кн.1: глава 1 (с. 17-30), глава 9 (с. 413—436). Кн.2: гл. 6 (с.197-240) М.: Изд. Отд. ЦАГИ, 1992—1994. (5,0 п.л.).
- Отечественная авиация в 1918—1925 гг. // Вопросы истории. 1994. № 3. С. 170—173. (0,5 п.л.).
- Советское самолётостроение в годы Второй мировой войны (для книги к столетию русской авиации 2011 г. (2,2 п.л.).

### Политическая система, репрессии, цензура в Советском Союзе. 1937—1953 гг.
- Конец карьеры Н. И. Ежова // Исторический архив. 1992. № 1. С. 123—131. (1,5 п.л.).
- Кампания по борьбе с космополитизмом в СССР // Вопросы истории. 1994. № 8. С. 47—60. (1,2 п.л.).
- Советская цензура в 1941—1952 гг. // Вопросы истории. 1996, № 11-12. С. 87—94. (0,8 п.л.).
- Stalins ‘Propagandaminister’. Der Werdegang von Georgij Aleksandrov // FORUM fur osteuropaische Ideen und Zeitgeschichte. Heft 1. S. 119—136. Köln, 1997. (1,1 п.л.).
- Идеологическая чистка второй половины 40-х годов: псевдопатриоты против псевдокосмополитов // Советское общество: возникновение, развитие, исторический финал. Т.2. Апогей и крах сталинизма / Под общ. ред. Ю. А. Афанасьева. С. 90—149. М.: Изд. РГГУ, 1997. (2.5 п.л.).
- Жданов против Маленкова. Игры сталинских фаворитов // Родина. 2000. № 9. С. 85—92 . (1,0 п.л.).
- Лихолетье войны и закат сталинизма. 1939—1956 // Книга для учителя. История политических репрессий и сопротивление несвободе в СССР / Под ред. В. В. Шелохаева. М.: Фонд А. Д. Сахарова — Мосархив, 2002. С. 149—178. (2, 0 п.л.).
- Химеры темного царства. «Стукачество» полувековой давности // Родина. 2003. № 9. С. 70—74. (1,5 п.л.).

## Конференции
- Научная конференция «Непростые шестидесятые… Экономика, политика, культура СССР и Восточной Европы». Москва, 17-18 апреля 2012 г. Доклад «Н. С. Хрущев и Союз писателей СССР: проблемы диалога власти и творческой интеллигенции»[7].